# Safawi
Safawi (în arabă: الصفاوي) este un oraș din Guvernoratul Mafraq, în Iordania.

## Geografie
Safawi este situat în regiunea deșertică nordică a Iordaniei, în Guvernoratul Mafraq.

## Economie
Safawi este situat pe autostrada care leagă Amman de Bagdad. Puțul de țiței Hamza, unul dintre puținele puțuri de petrol din Iordania, se află în apropiere de Safawi.